# Sågmyra
Sågmyra ist ein Ort (tätort) in der schwedischen Provinz Dalarnas län und der historischen Provinz Dalarna. Der Ort liegt etwa 30 Kilometer westlich von Falun und 20 Kilometer östlich von Leksand an den Länsvägen 929 sowie 915 und am Fluss Sågån. Er liegt größtenteils auf dem Territorium der Gemeinde Falun, ein geringer Teil (zwei Hektar mit einem Einwohner, Stand 2015) gehört jedoch zur westlich benachbarten Gemeinde Leksand.
Sågmyra besaß einen Bahnhof an der mittlerweile stillgelegten Bahnstrecke Orsa–Falun.
Der Ort ist bekannt für seine alte Streichgarnfabrik.

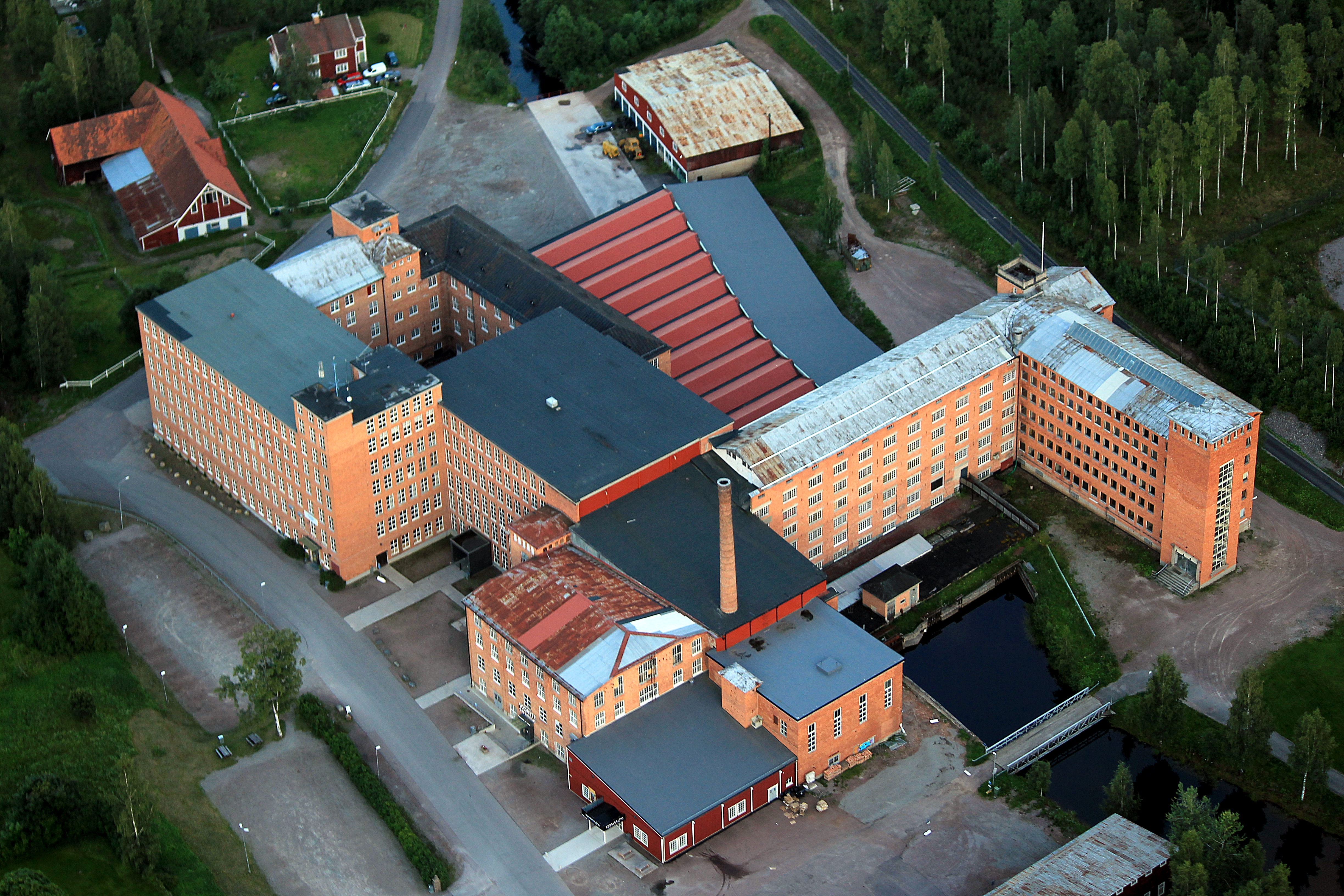
Tidstrands Yllefabriker
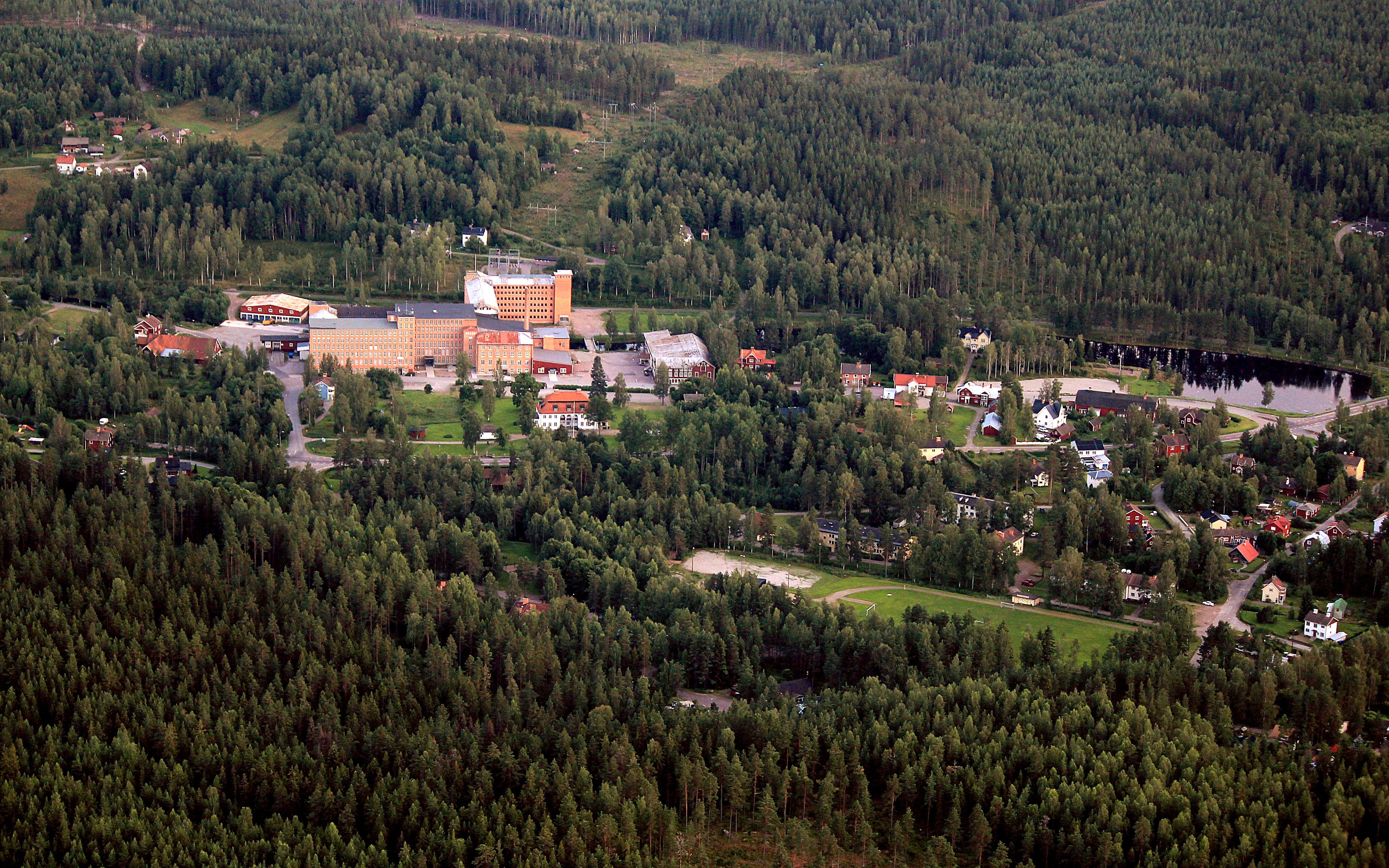
Luftaufnahme
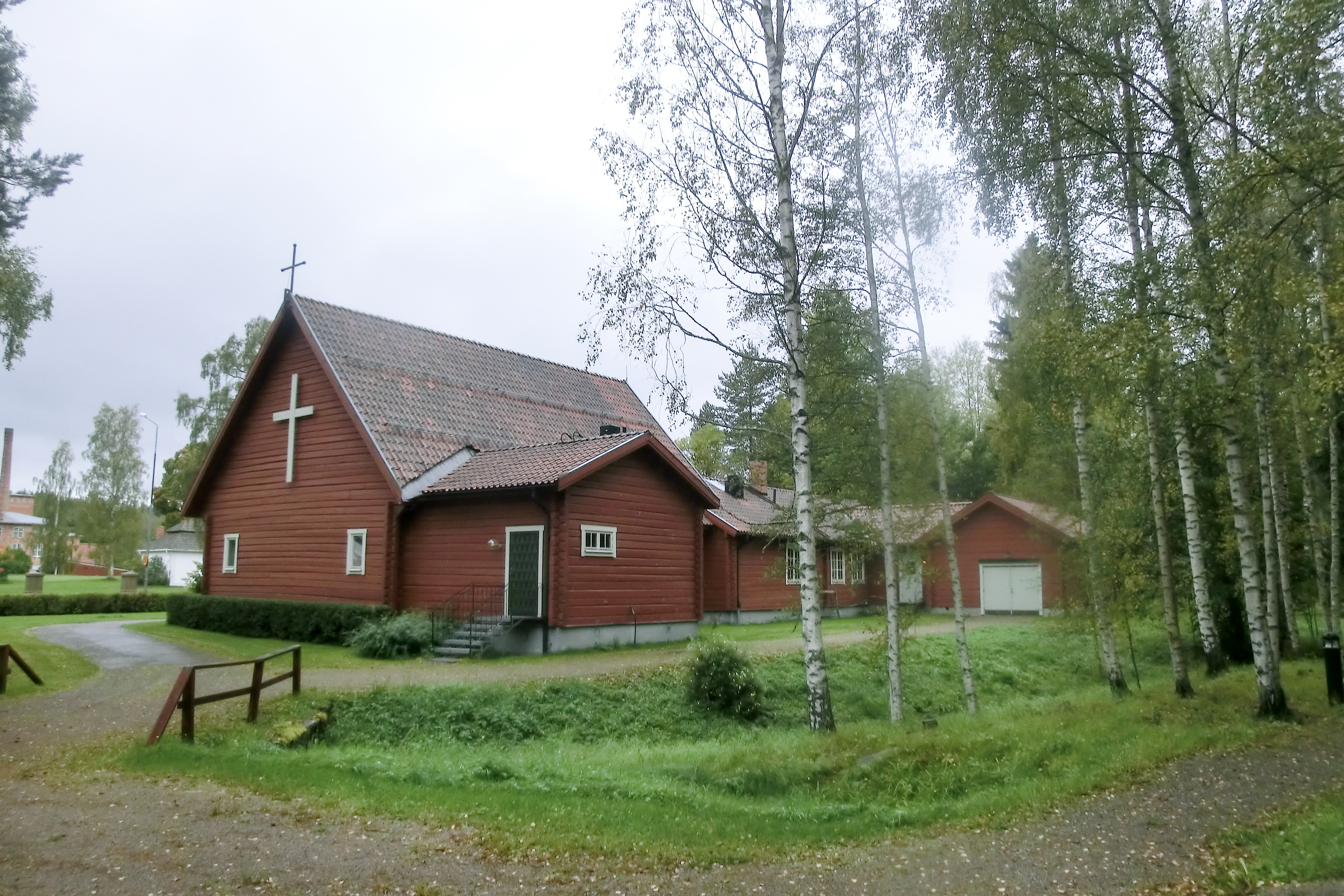
Kirche
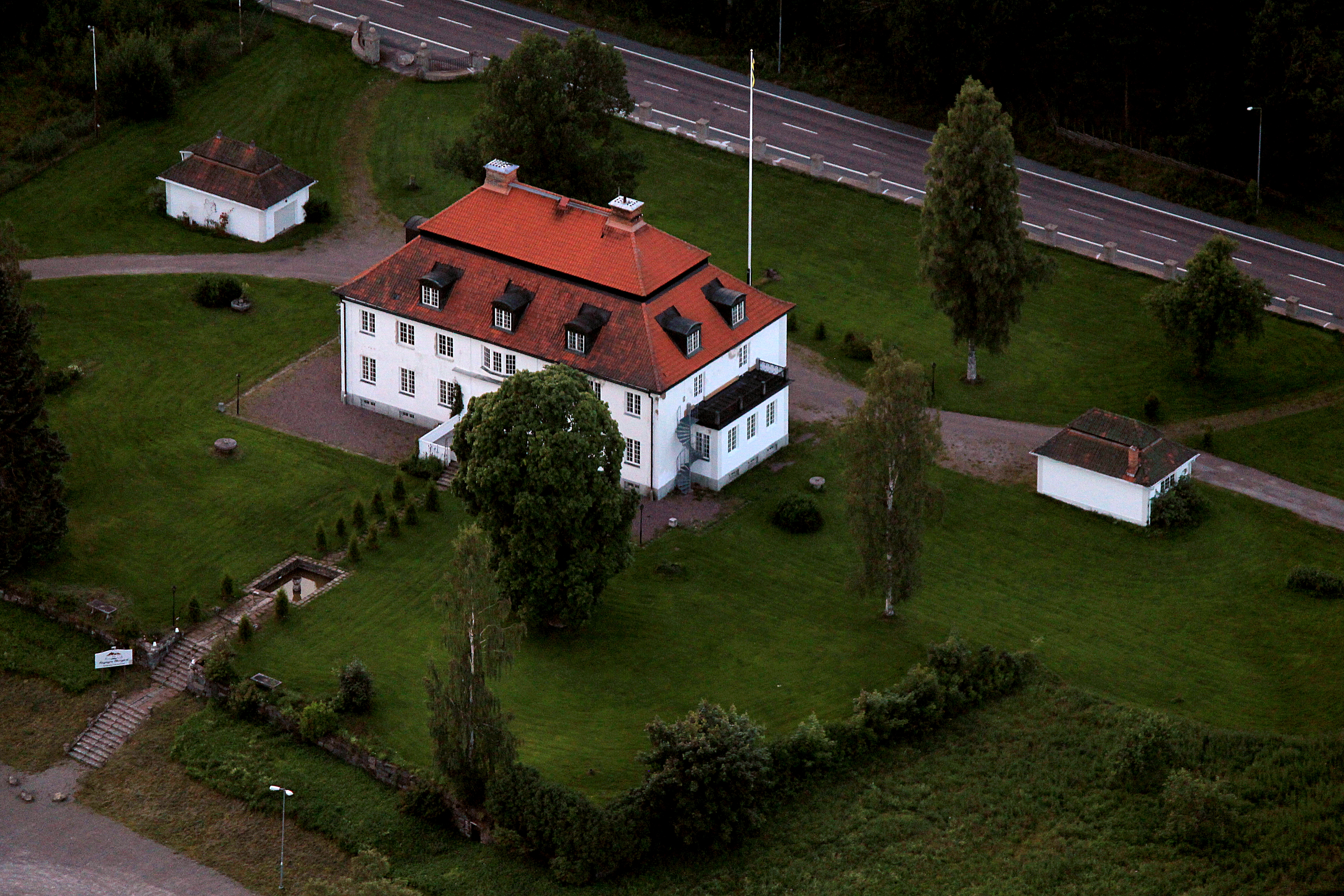
Sågmyra herrgård

## Berühmte Personen
- Gösta Bergkvist (1920–2015), Leichtathlet
- Calle Halfvarsson (* 1989), Skilangläufer